# Pero frigida
Pero frigida är en fjärilsart som beskrevs av Butler 1881. Pero frigida ingår i släktet Pero och familjen mätare. Inga underarter finns listade i Catalogue of Life.